# Galianora bryicola
Galianora bryicola is een spinnensoort in de taxonomische indeling van de springspinnen (Salticidae).
Het dier behoort tot het geslacht Galianora. De wetenschappelijke naam van de soort werd voor het eerst geldig gepubliceerd in 2006 door Maddison.